# Moulin de la Galette

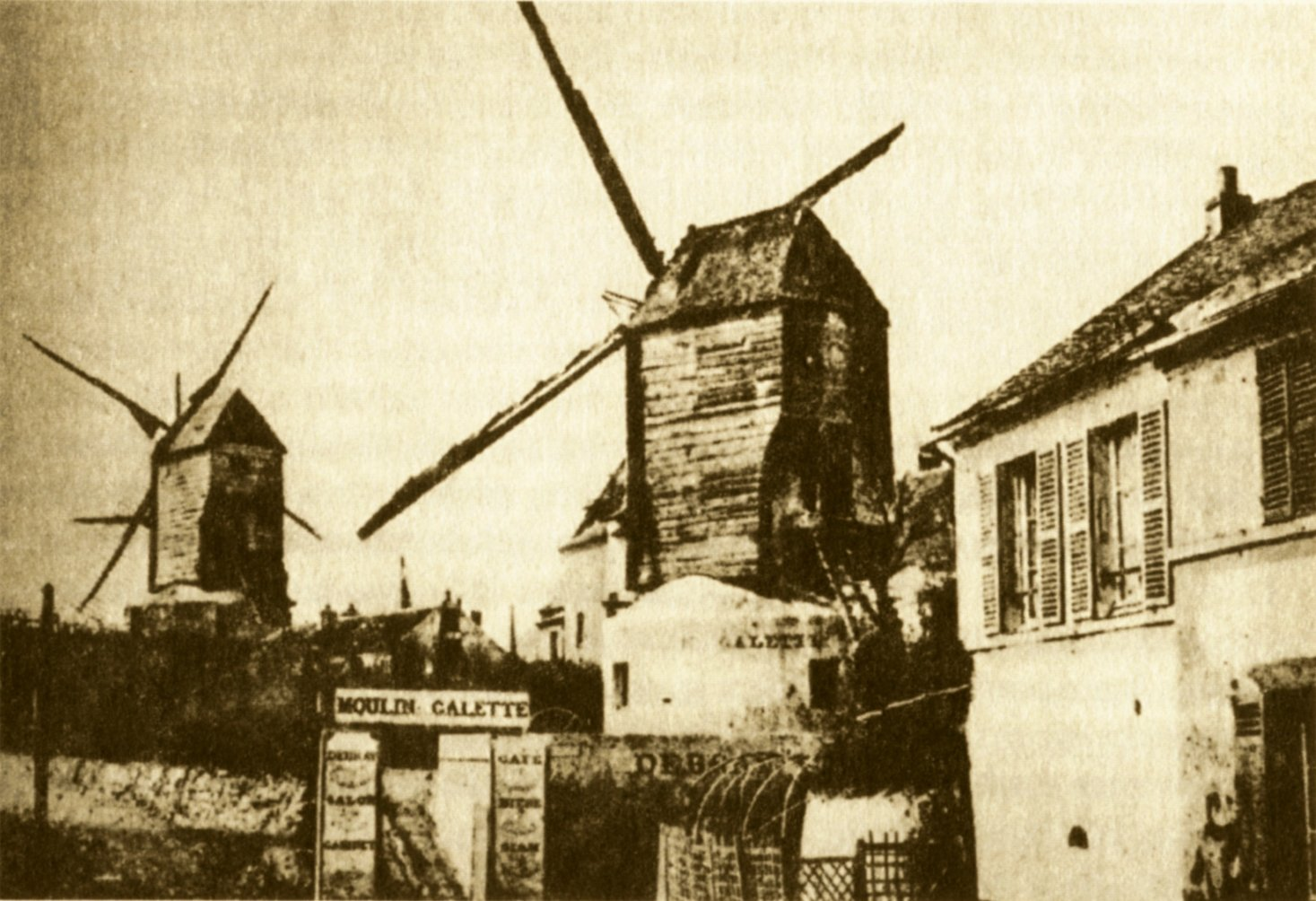
Ảnh chụp khoảng năm 1885

Moulin de la Galette là một cối xay gió, hiện còn chạy được ở đồi Montmartre, quận 18, thành phố Paris. Ngày nay, cối xay gió này trở thành một quán rượu nổi tiếng của Montmartre.

## Lịch sử
Moulin de la Galette bao gồm hai cối xay gió: Blute-fin và Radet. Moulin de la Galette được nêu lên lần đầu tiên vào năm 1622 với tên moulin du palais, tức cối xay gió của cung điện. Gia đình Debray đã mua lại hai cối xay gió vào năm 1809 để xay bột. Không chỉ xay lúa mỳ, họ còn sử dụng cối xay gió để ép nho, hoặc để nghiền các thứ khác. Những người dân Paris thích thú coi nó là một điểm đích trong các cuộc đi dạo.

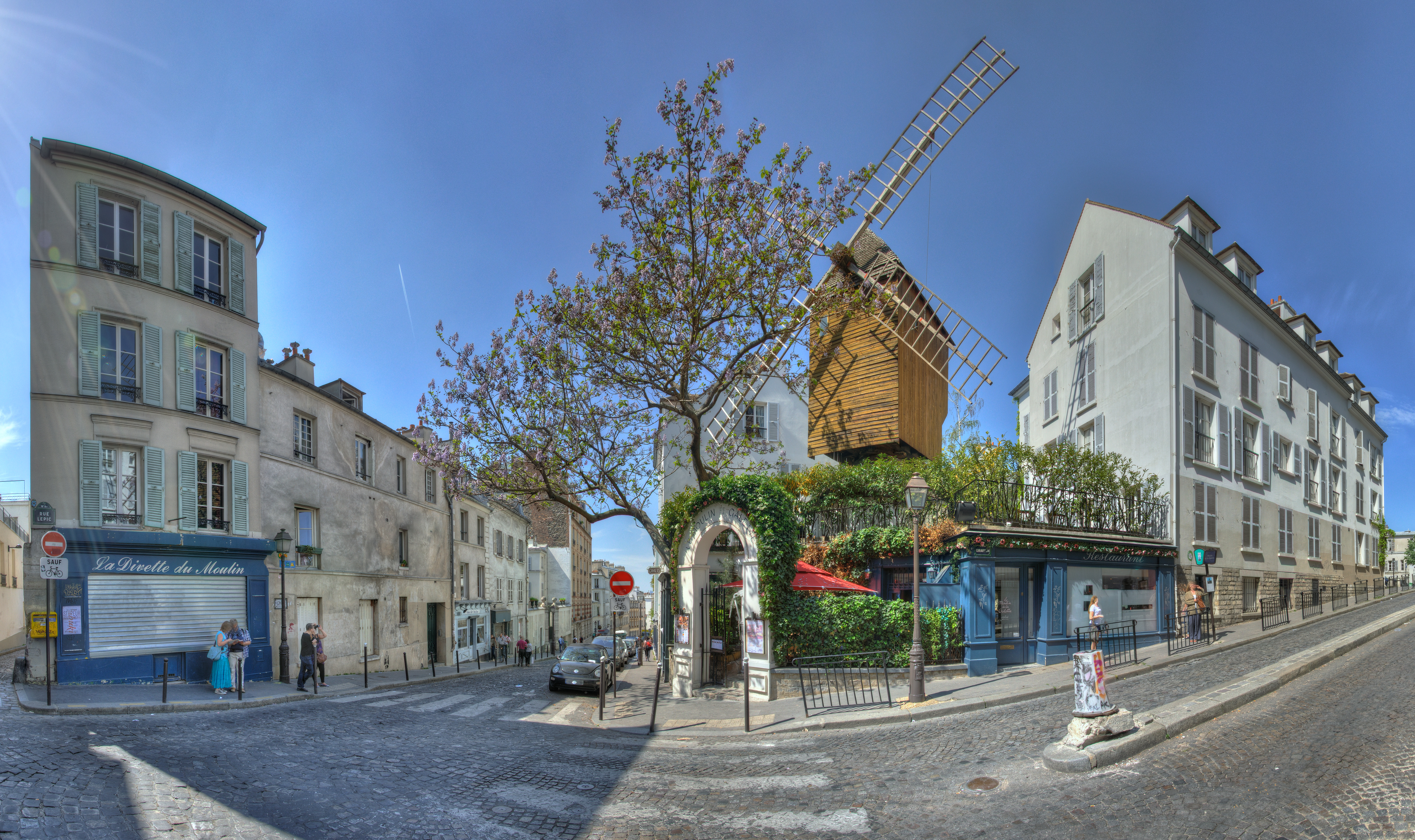
Moulin de la Galette ở phố Lepic ngày nay

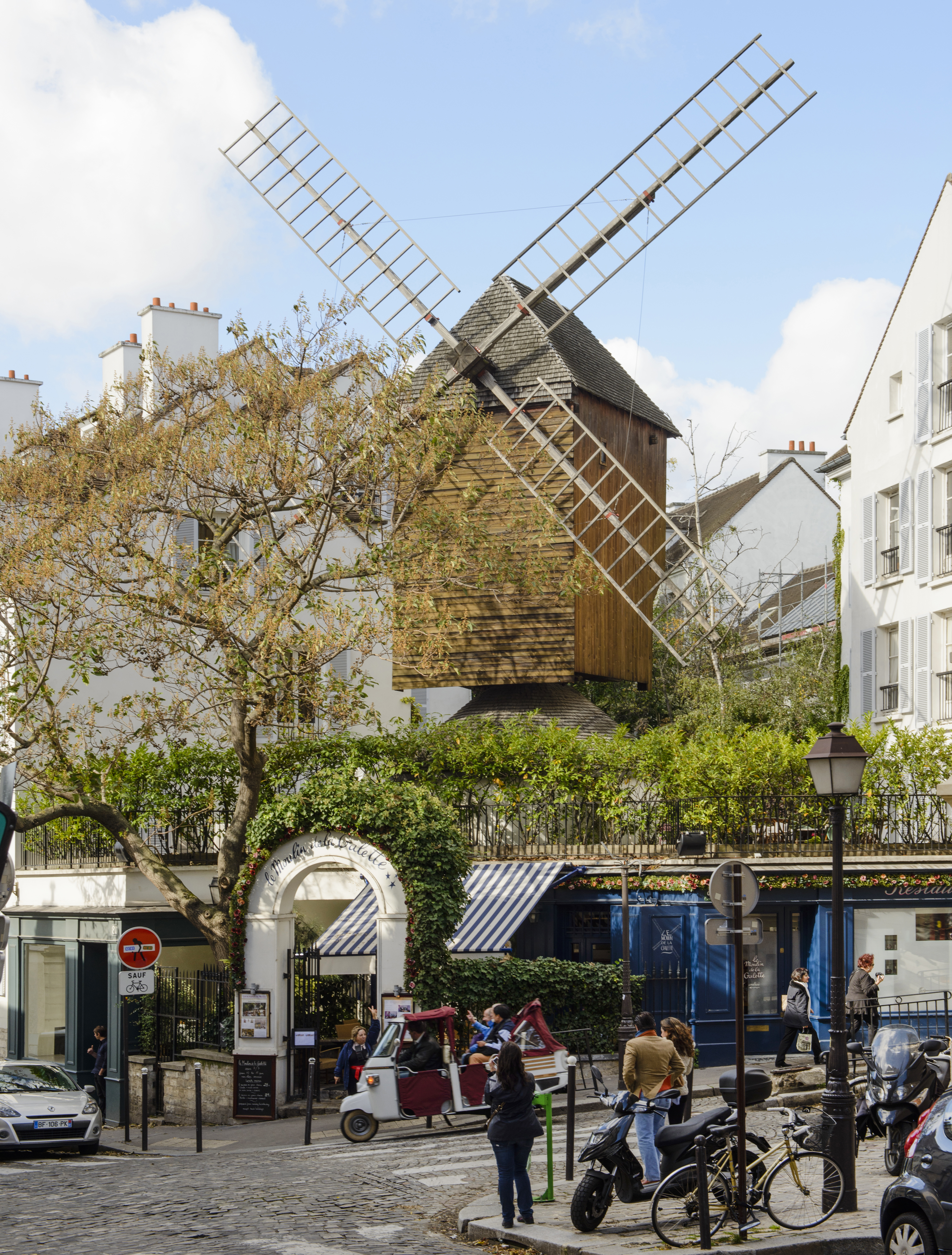

Năm 1814, khi Paris bị vây hãm bởi lính Cozac, Nga, bốn anh em nhà Debray đã phá và giữ chặt các cánh của cối xay gió trong thời kỳ phòng thủ vô vọng. Tới thời kỳ Khôi Phục, Nicolas-Charles Debray đã sửa tòa nhà thành một phòng khiêu vũ như có thể nhìn thấy trong bức họa Bal du moulin de la Galette của Pierre-Auguste Renoir.
Năm 1870, cối xay gió được sửa thành quán rượu ngoài trời. Tới năm 1895, nó bắt đầu được gọi bằng tên Moulin de la Galette. Cái tên này bắt nguồn từ La Galette, một loại bánh mỳ làm từ lúa mạch đen.
Sau khi trở thành music-hall, tòa nhà còn được sử dụng làm phòng phát radio và truyền hình. Nó cũng từng là phòng thu âm của hãng ORTF.

## Cối xay gió trong nghệ thuật
Một vài tác phẩm nổi tiếng về cối xay gió này.
- Le bal du moulin de la galette của Pierre-Auguste Renoir năm 1876.
- Bộ tranh Le moulin de la galette của Van Gogh năm 1886
- Le moulin de la galette của Pablo Picasso năm 1900.
- Moulin de la galette của Henri de Toulouse-Lautrec.
- Moulin de la galette của Kees Van Dongen.
- Le moulin de la galette của Maurice Utrillo năm 1922.

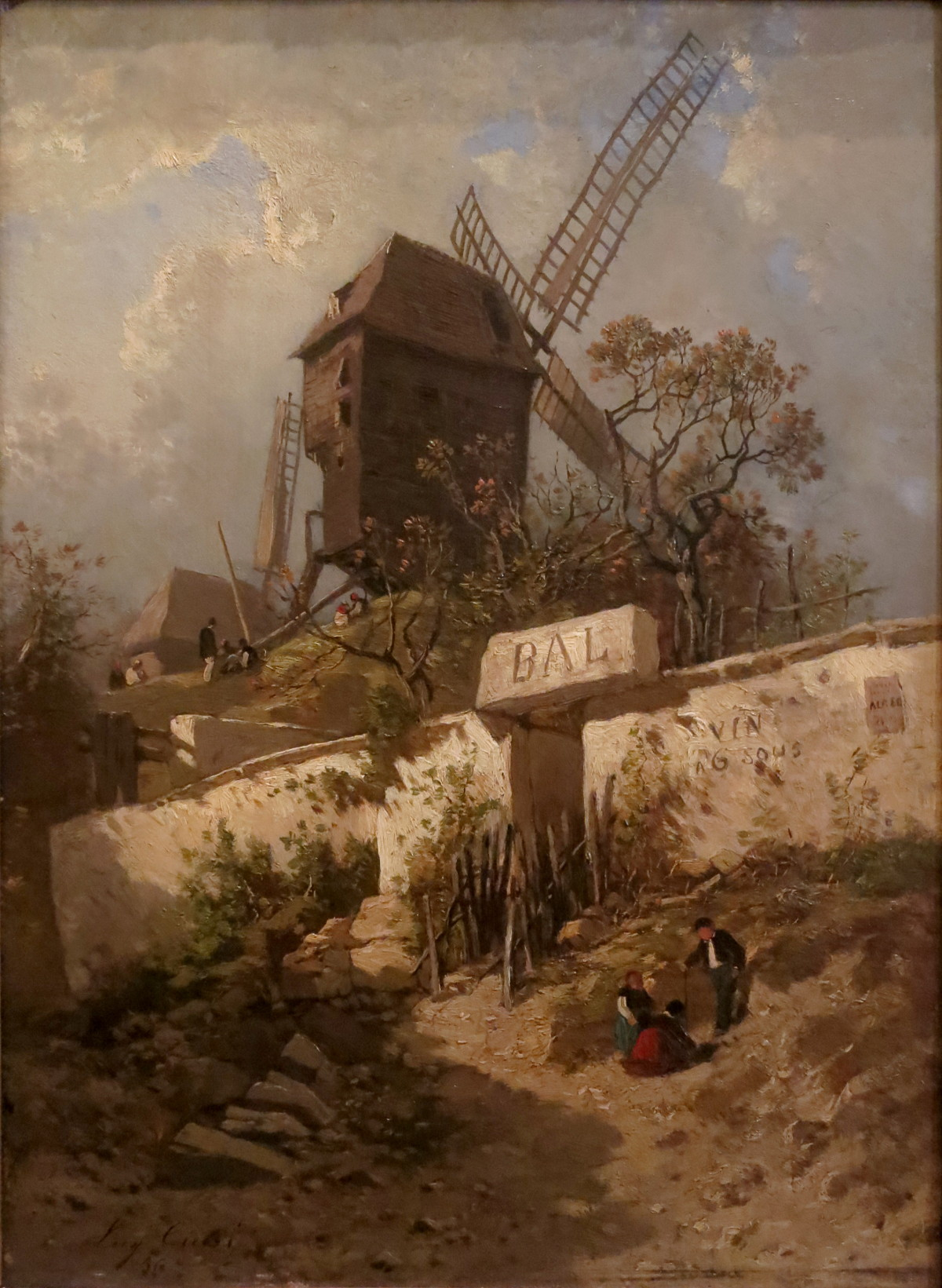
Le Moulin de la Galette, Eugène Cicéri.
Bal du moulin de la Galette, Auguste Renoir.
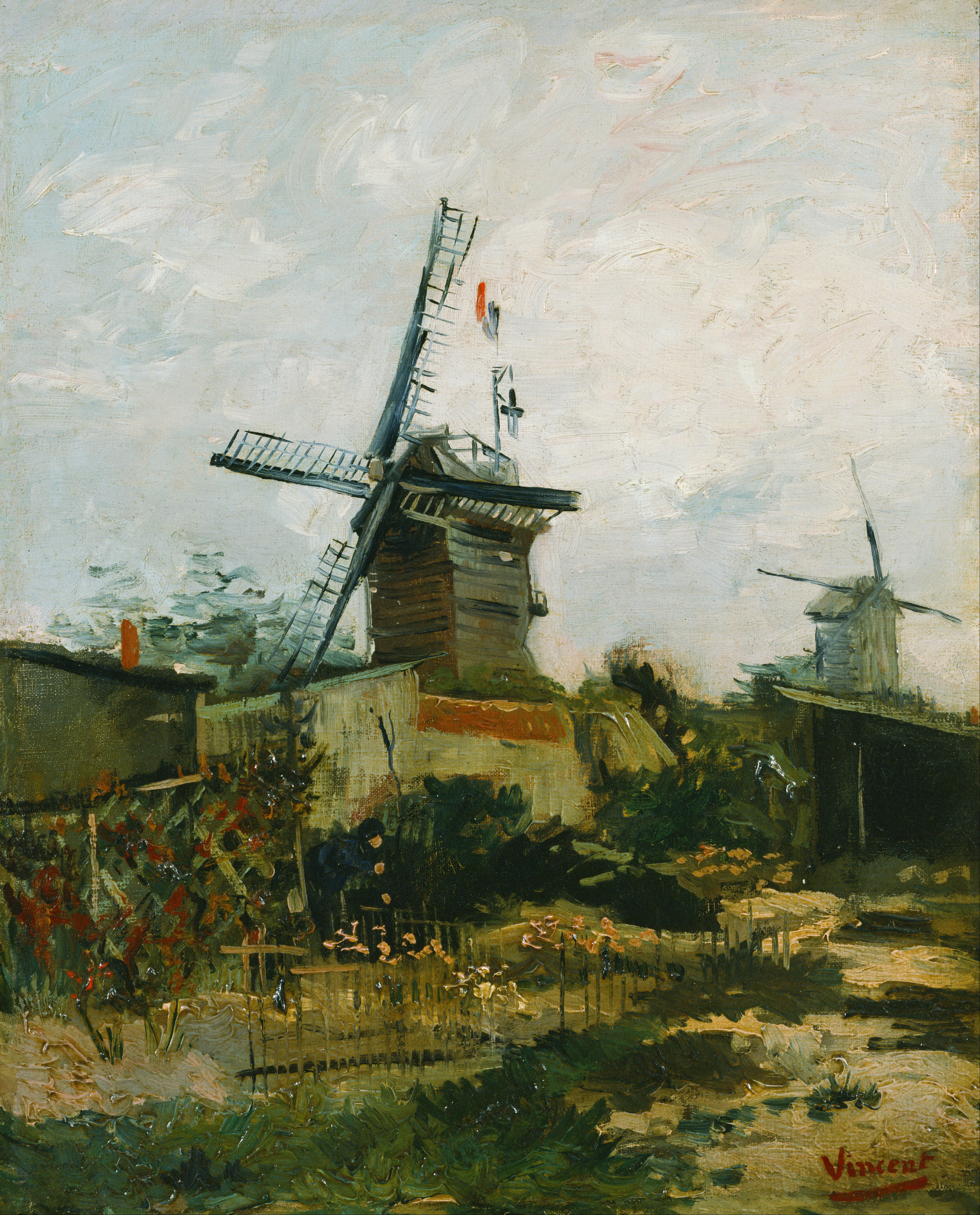
Trong bộ tranh Le moulin de la galette của Vincent van Gogh, 1886
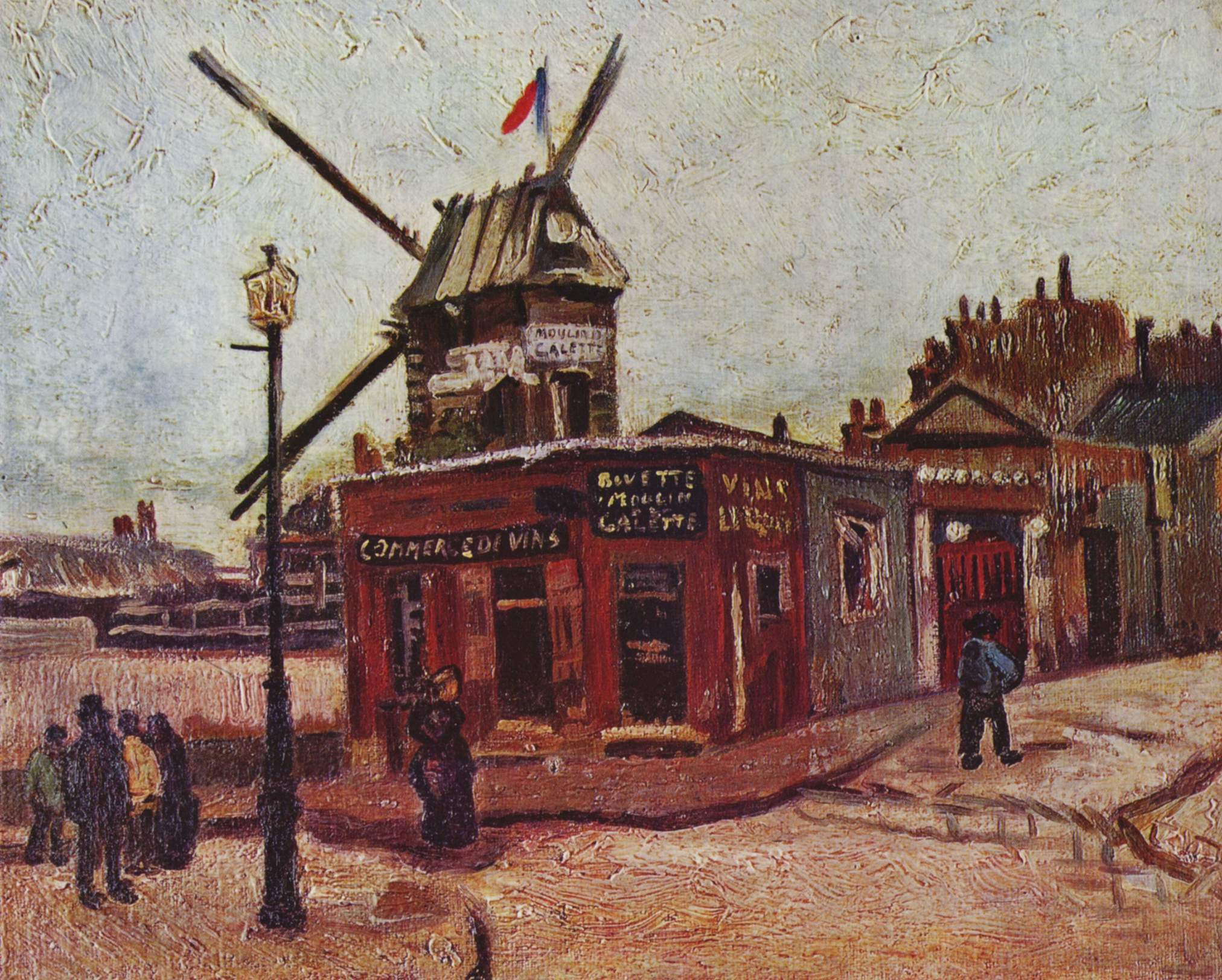
Le Moulin de la Galette, Vincent van Gogh.
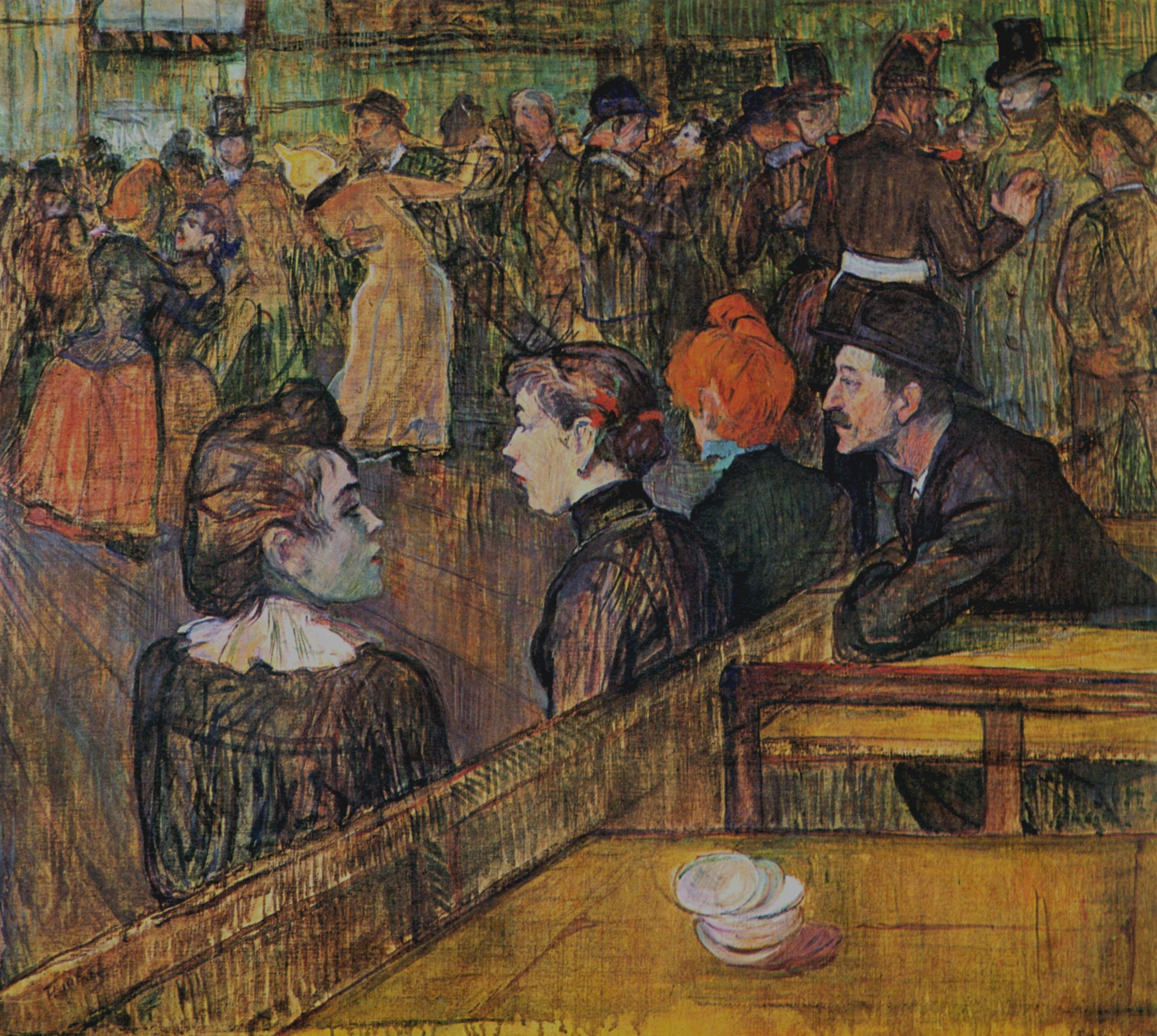
Au bal du moulin de la Galette, Henri de Toulouse-Lautrec.
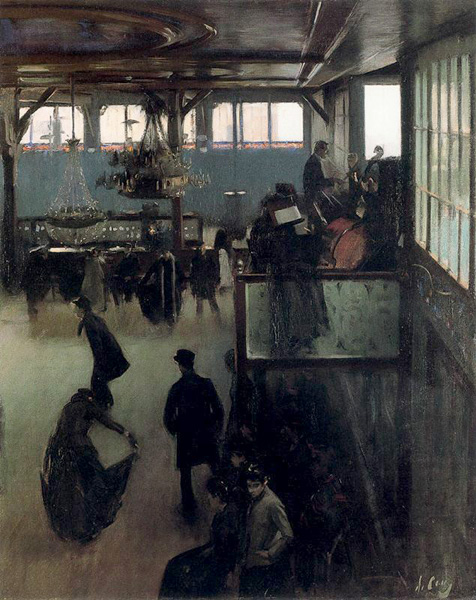
Bal du moulin de la Galette, Ramon Casas.
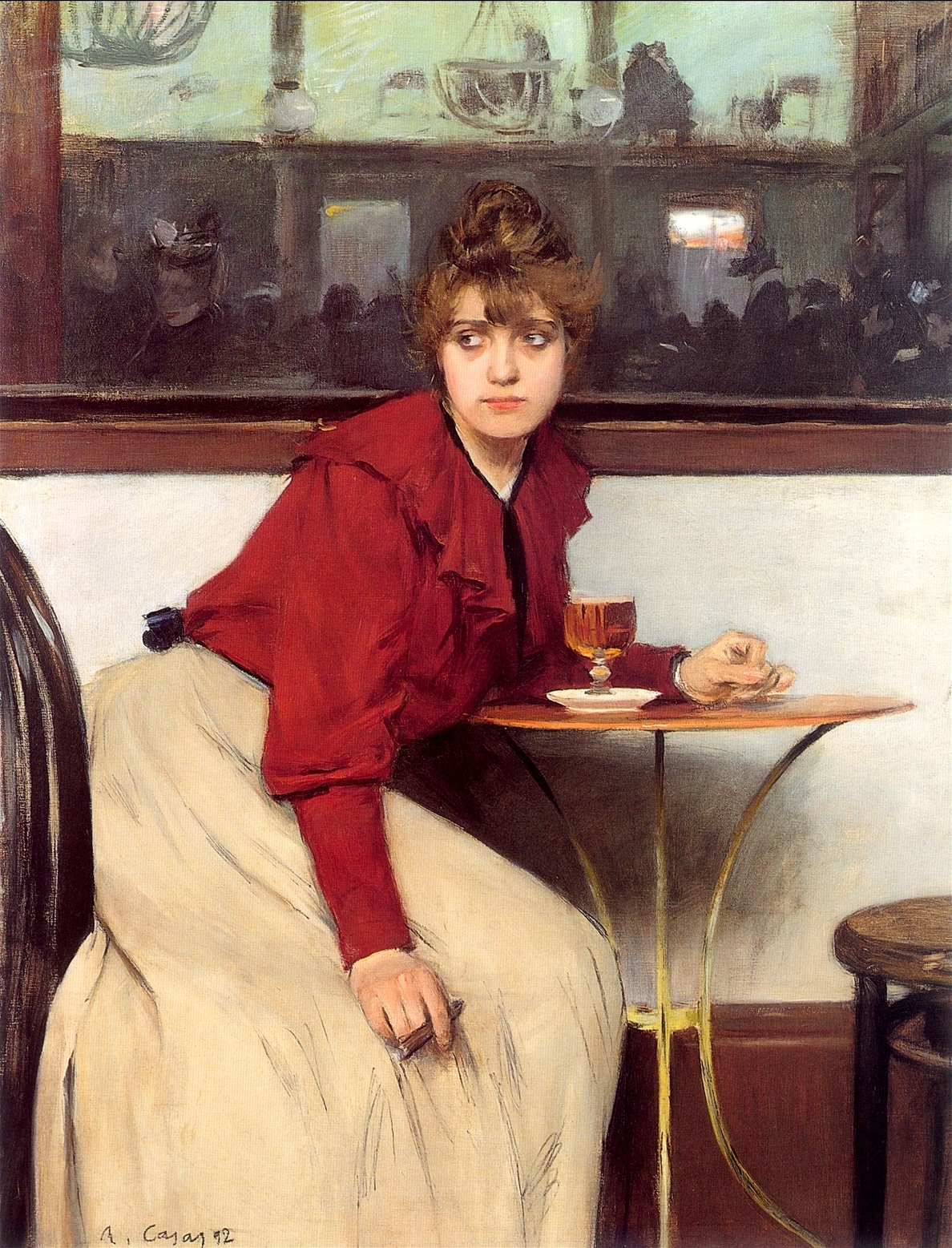
Au moulin de la Galette, Ramon Casas.
- Bản mẫu:Lien, Isaac Israëls.
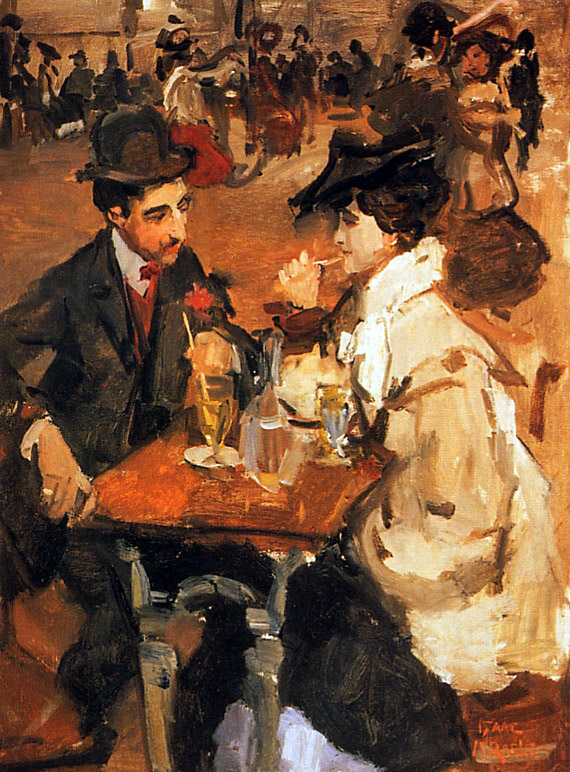
Danse au moulin de la Galette, Isaac Israëls.
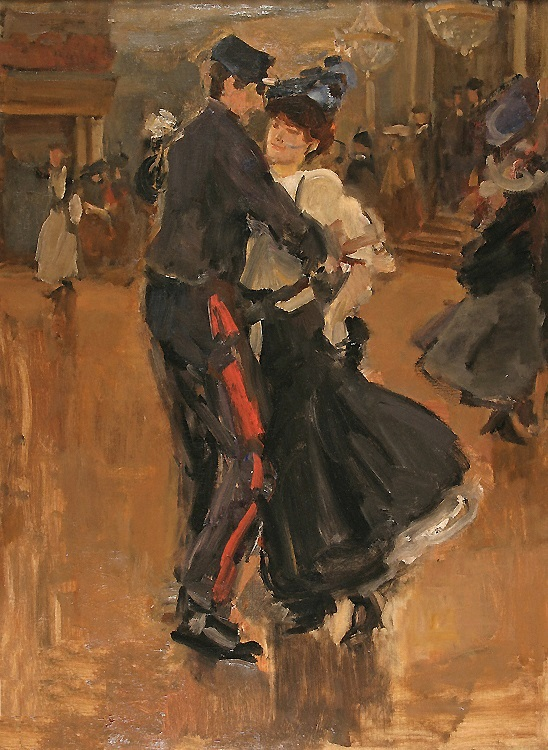
Danse au moulin de la Galette, Isaac Israëls.
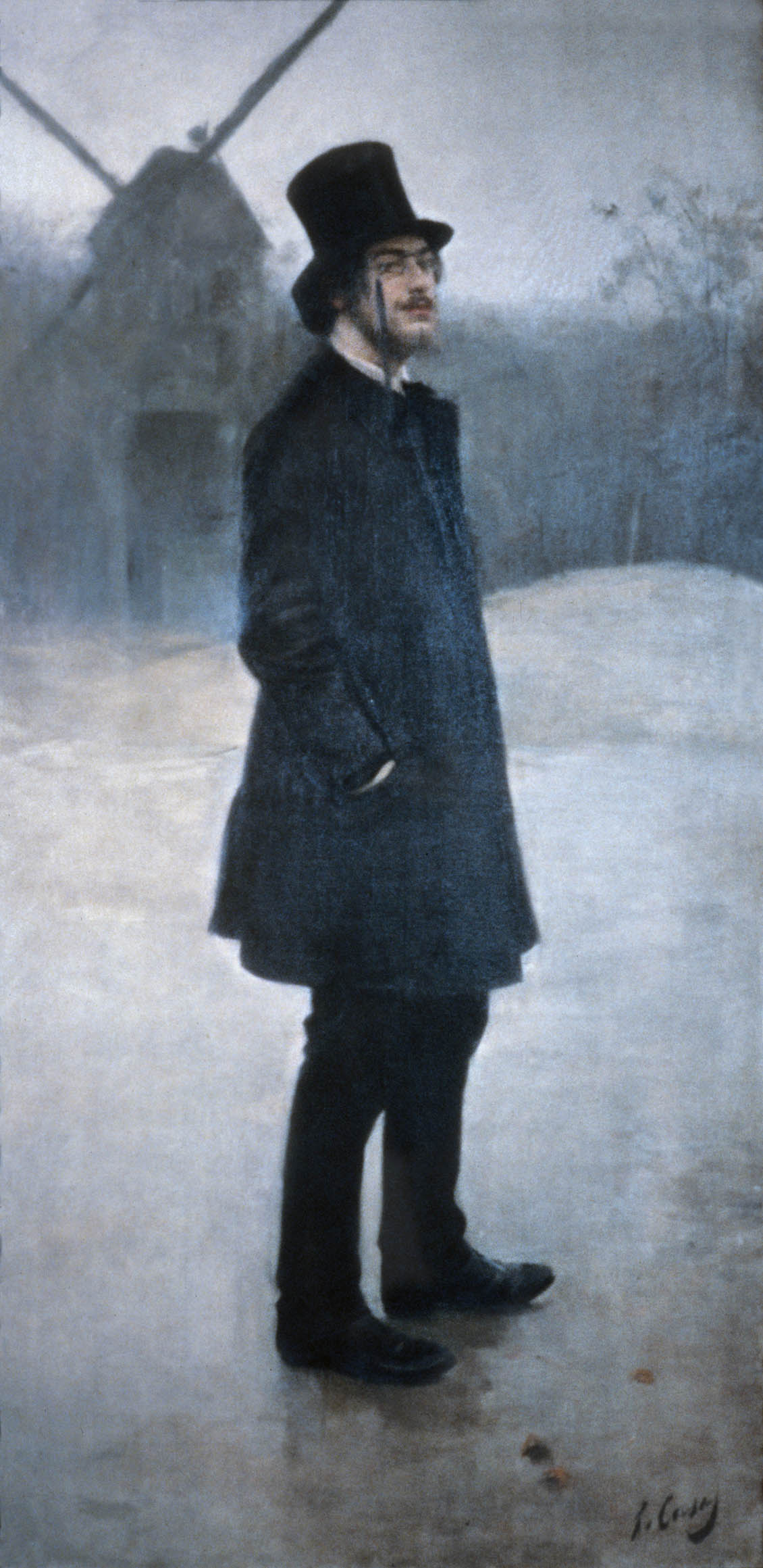
El Bohemio, Ramon Casas, vẽ Erik Satie Erik Satie trước Moulin de la Galette [.